# Индустријска зона Норд (Алесандрија)
Индустријска зона Норд је насеље у Италији у округу Алесандрија, региону Пијемонт.
Према процени из 2011. у насељу је живело 16 становника. Насеље се налази на надморској висини од 132 м.